# Paul Milet
 (février 2018).
Si vous disposez d'ouvrages ou d'articles de référence ou si vous connaissez des sites web de qualité traitant du thème abordé ici, merci de compléter l'article en donnant les références utiles à sa vérifiabilité et en les liant à la section « Notes et références ».
Paul Milet est un céramiste français né le 25 janvier 1870 à Sèvres, où il est mort le 28 avril 1950.

## Biographie

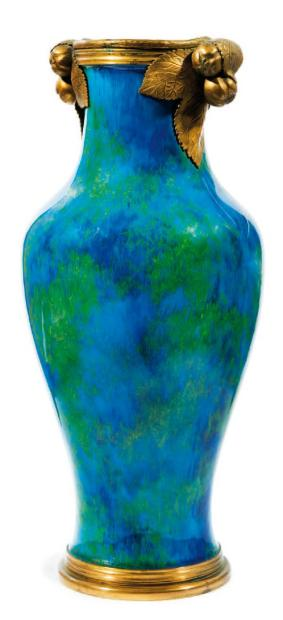
Attribué à Paul Millet, vase balustre en porcelaine à monture de bronze, localisation inconnue.

Paul Milet est le fils du céramiste Félix Optat Milet (1838-1911). Après s'être formé au laboratoire de la Manufacture de Sèvres, il devient chimiste et travaille dans la fabrique fondée par son père en 1866 au 8, rue Troyon à Sèvres, à deux pas de la Manufacture.
Dès 1890, il prend progressivement la relève de son père. Comme lui, il continuera de bénéficier de la collaboration des artistes de la Manufacture nationale de céramique de Sèvres.
Il épouse, en 1899, Marie-Louise Gibert (dite Céline) dont le frère Paul occupait à Paris un poste de directeur chez Haviland, célèbre porcelainier de Limoges.
Paul Milet travaille avec son père Optat Milet jusqu’au décès de celui-ci, en 1911, puis avec son fils Henri, ingénieur céramiste, qui sera nommé directeur de l’usine en 1931, ce qui n’empêcha pas père et fils de travailler en étroite collaboration.

## Participation aux expositions
Au Salon des artistes français, Milet expose des pièces uniques mais aussi utilitaires : encriers, vide-poches, bougeoirs. Il obtient un diplôme d’honneur à l’exposition des Arts du Feu en 1897.
À l’Exposition universelle de 1900, il obtient une médaille d’or pour ses faïences « de formes agréables, décorés par les procédés les plus divers, émaux cloisonnés, émaux sur paillon d’or. Dans toutes ces décorations, réalisées d’après de bons dessins, Paul Milet emploie avec discernement la riche palette d’émaux qu’il maîtrise. »
Il apprécie aussi la texture du grès et la maison Milet produit alors des vases en grès de style Art nouveau. Il en présente d’ailleurs à l’Exposition des arts décoratifs en 1902.
Paul Milet expose aussi au palais Galliera lors de l’Exposition de la Porcelaine en 1907, puis en 1909 et 1911 à l’Exposition des grès, faïences et terres cuites.
Il abandonne la production de porcelaine après la Première Guerre mondiale. 
Par ailleurs, du fait de ses connaissances, il est appelé comme expert en douane pour les importations de Chine.

## Relations et débouchés
Les Milet vivent dans un milieu artistique. Les collaborateurs de Paul Milet se nomment L. Narbonne, Émile Belet, Lucien d'Eaubonne, Lucien Simonnet et aussi Froment-Delormel de 1896 à 1899.
Albert Dammouse et Jean Mayodon apprennent chez eux leur métier de céramiste. Ils diffusent leur production dans la boutique Delvaux au 18, rue Royale à Paris, fondée par Félix Optat Milet et son ami Clément Massier, et par le biais du Grand dépôt situé au 21-23, rue Drouot à Paris.
Jusqu’en 1925, Paul Milet possèdera une salle d’exposition au 51, rue de Paradis, quartier de Paris longtemps consacré aux arts de la table.
Milet distribuait aussi ses productions par l’intermédiaire des grands magasins, La Samaritaine ou les Galeries Lafayette. Il disposait aussi d'une galerie d’exposition au 8, rue Troyon à Sèvres.

## Les marques

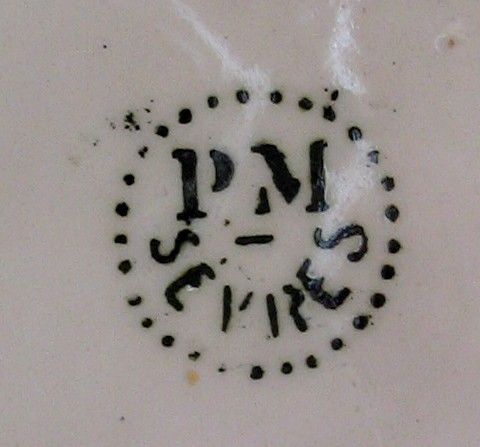
Marque Paul et Henri Milet.

Paul Milet commença à signer ses pièces « MP Sèvres » dans un cercle pointillé, soit à son entrée dans l’affaire, soit probablement à partir de 1911, à la mort de son père Félix Optat Milet.
Au fil des années, la Manufacture de porcelaine de Sèvres s’inquiéta de la confusion possible entre les productions des uns et des autres. Menacé d’un procès, Paul Milet changea sa marque en inversant les initiales. Le 4 octobre 1930, il déposa la marque « PM Sèvres » dans le même cercle pointillé.
Le 16 juillet 1945, fut déposée une marque élargie à « Sté Paul Milet et fils ». Certaines pièces, plus anciennes sans doute, sont simplement signées « Sèvres ». D’autres sont accompagnées du nom de l’artiste ayant participé.